# Diecezja Cesena-Sarsina
Diecezja Cesena-Sarsina, łac. Dioecesis Caesenatensis-Sarsinatensis – diecezja Kościoła rzymskokatolickiego w północnych Włoszech, w metropolii Ravenna-Cervia, w regionie kościelnym Emilia-Romania.

## Historia
Diecezja Cesena została erygowana w I wieku. Od 649 sufragania arcybiskupstwa w Rawennie. W 1777 do diecezji włączono część diecezji Rimini.
Pierwszym znanym biskupem był żyjący w II połowie VI wieku Natalis. W latach 1680–1686 biskupem Ceseny był Vincenzo Maria Orsini de Gravina OP (późniejszy papież Benedykt XIII w latach 1724-1730), a w latach 1816-1821 Francesco Saverio Castiglioni (późniejszy papież Pius VIII w latach 1829-1830).
30 września 1986 została połączona z diecezją Sarsina (utworzoną w IV wieku).

## Główne świątynie
- Katedra: Bazylika katedralna św. Jana Chrzciciela w Cesenie
- Konkatedra: Bazylika konkatedralna Zwiastowania Najświętszej Maryi Panny w Sarsinie
- Bazylika mniejsza: Bazylika Santa Maria del Monte w Cesenie

## Biskupi diecezjalni (od 1986)
- Luigi Amaducci (1986–1990)
- Lino Garavaglia OFMCap. (1991–2003)
- Antonio Lanfranchi (2003–2010)
- Douglas Regattieri (2010–2025)
- Antonio Giuseppe Caiazzo (od 2025)

## Galeria

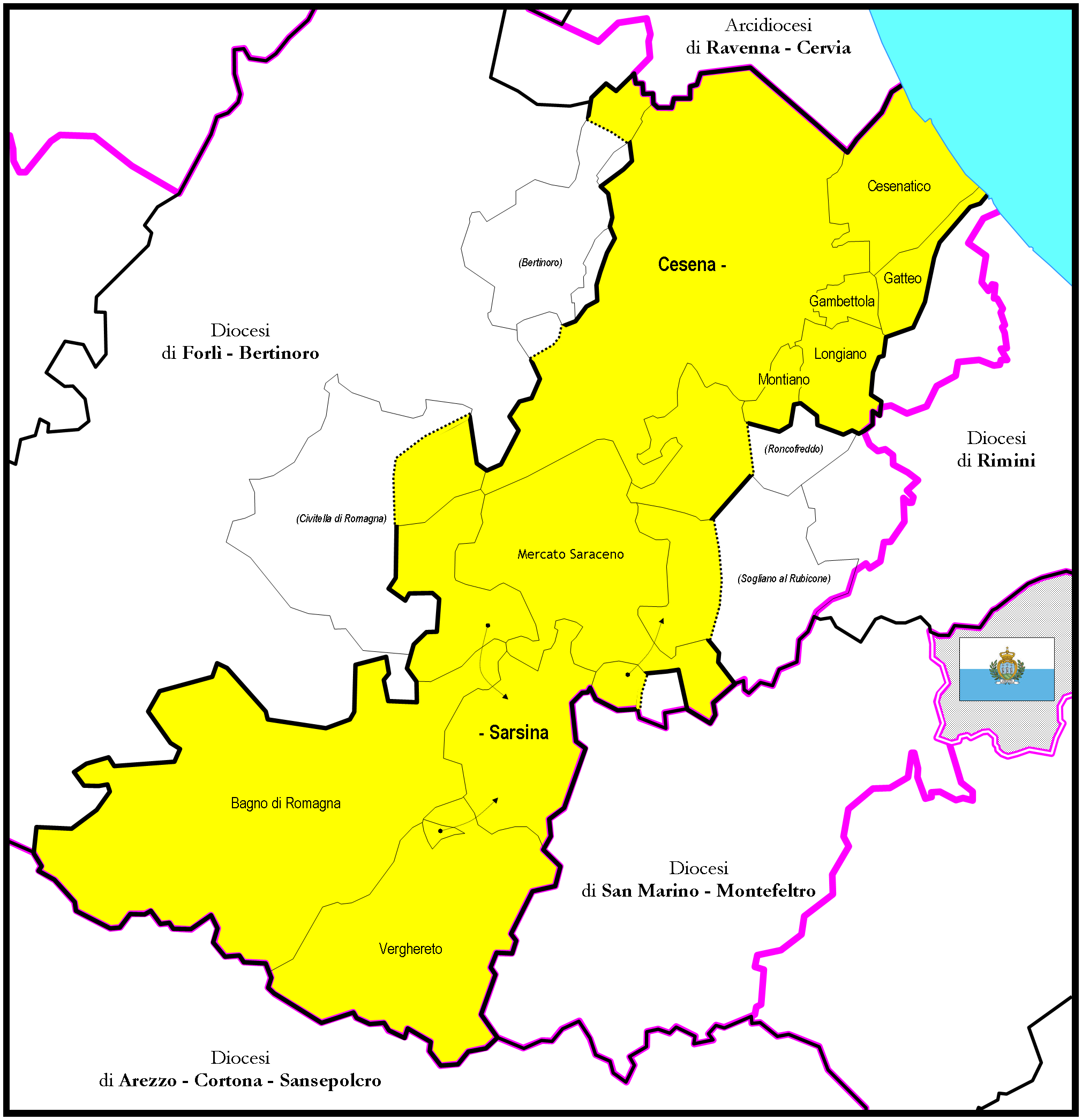
mapa diecezji
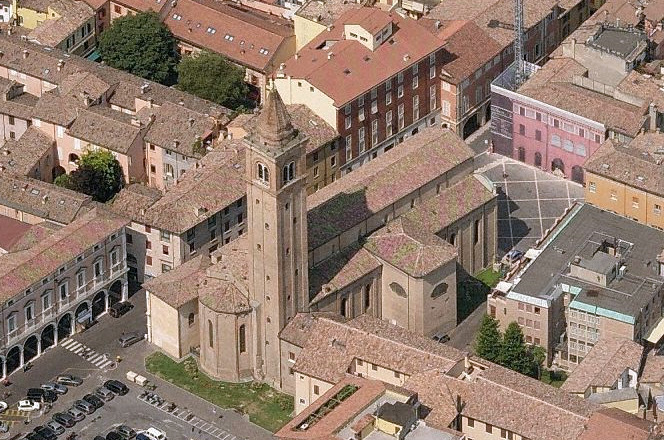
Duomo di San Giovanni Battista
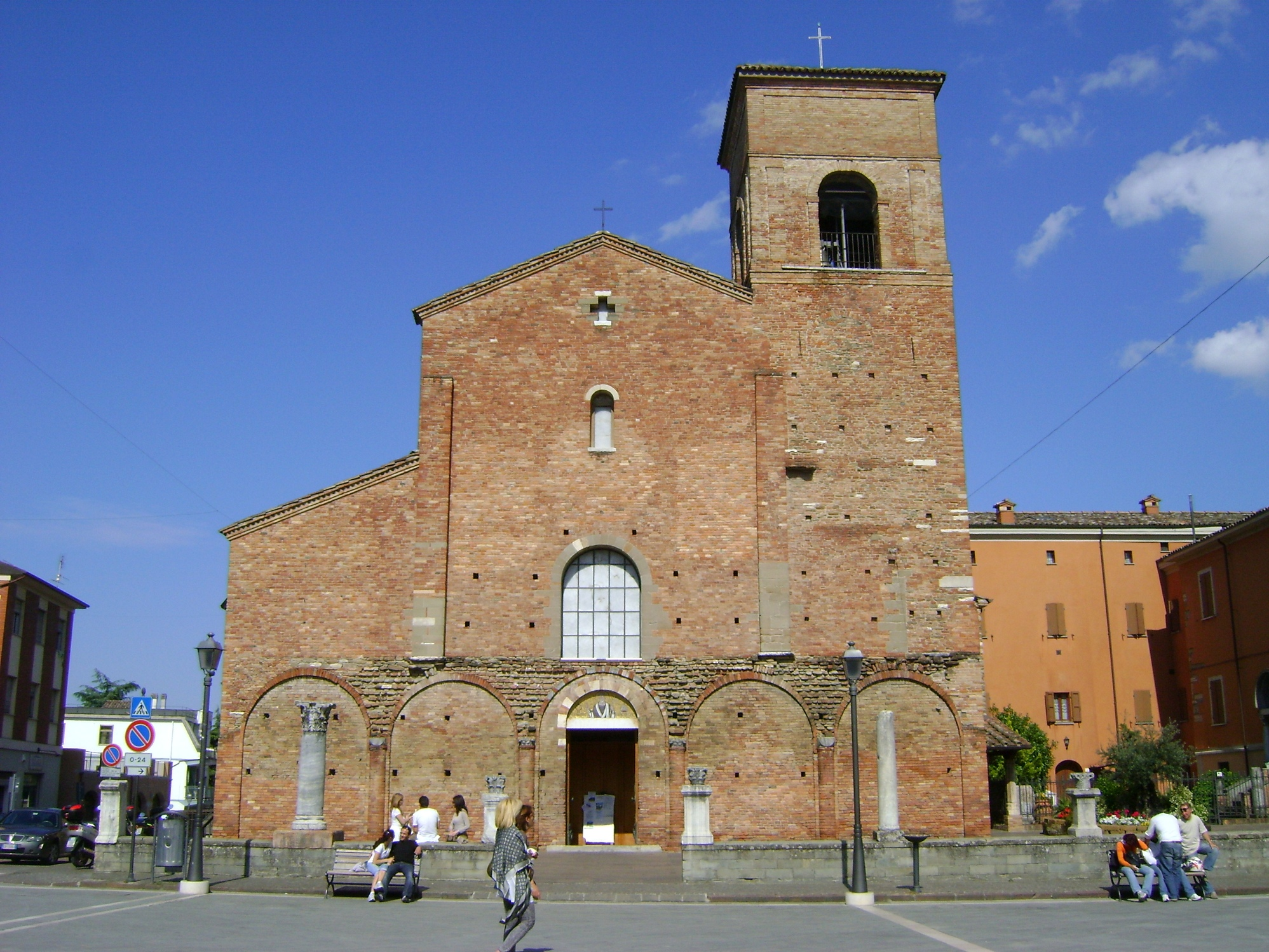
Basilica di San Vicinio a Sarsina (konkatedra)
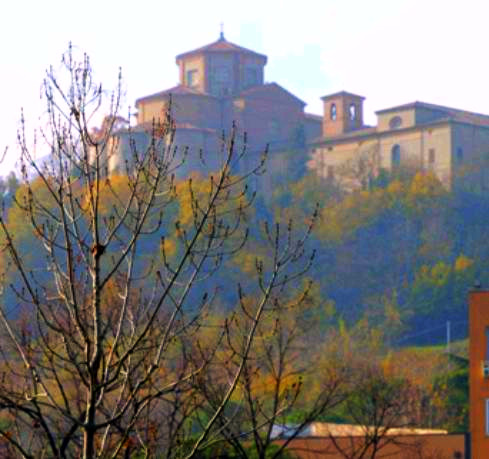
Abbazia di Santa Maria del Monte